# プレブ
株式会社プレブは、貼ってはがせる両面テープ「ウレシート」で起業し、現在は、名前シールを主力商品とする神奈川県横浜市緑区に本社を置く企業である。社名の「プレブ」はフランス語の「pour vous」（＝あなたのために）に由来する。

## 事業内容
- 粘着シールとオンデマンド印刷、日用雑貨商品の企画・開発・販売
- オンデマンド印刷による名前シール企画・販売事業
- 店舗向けオリジナルギフトシール事業
- 貼ってはがせる粘着テープ事業
- カレンダーの企画・販売事業
- 間伐材の業務用封筒事業
- フォトブック・アルバム絵本の販売事業
- DIYリフォームグッズ販売事業
- WEBサイトの作成・運営事業

## 所在地
- 本社 神奈川県横浜市緑区

## 沿革
- 1995年 株式会社プレブ設立。
- 2007年 JISQ15001：2006準拠　プライバシーマークを認証取得。